# Marienbrunnen Großgmain

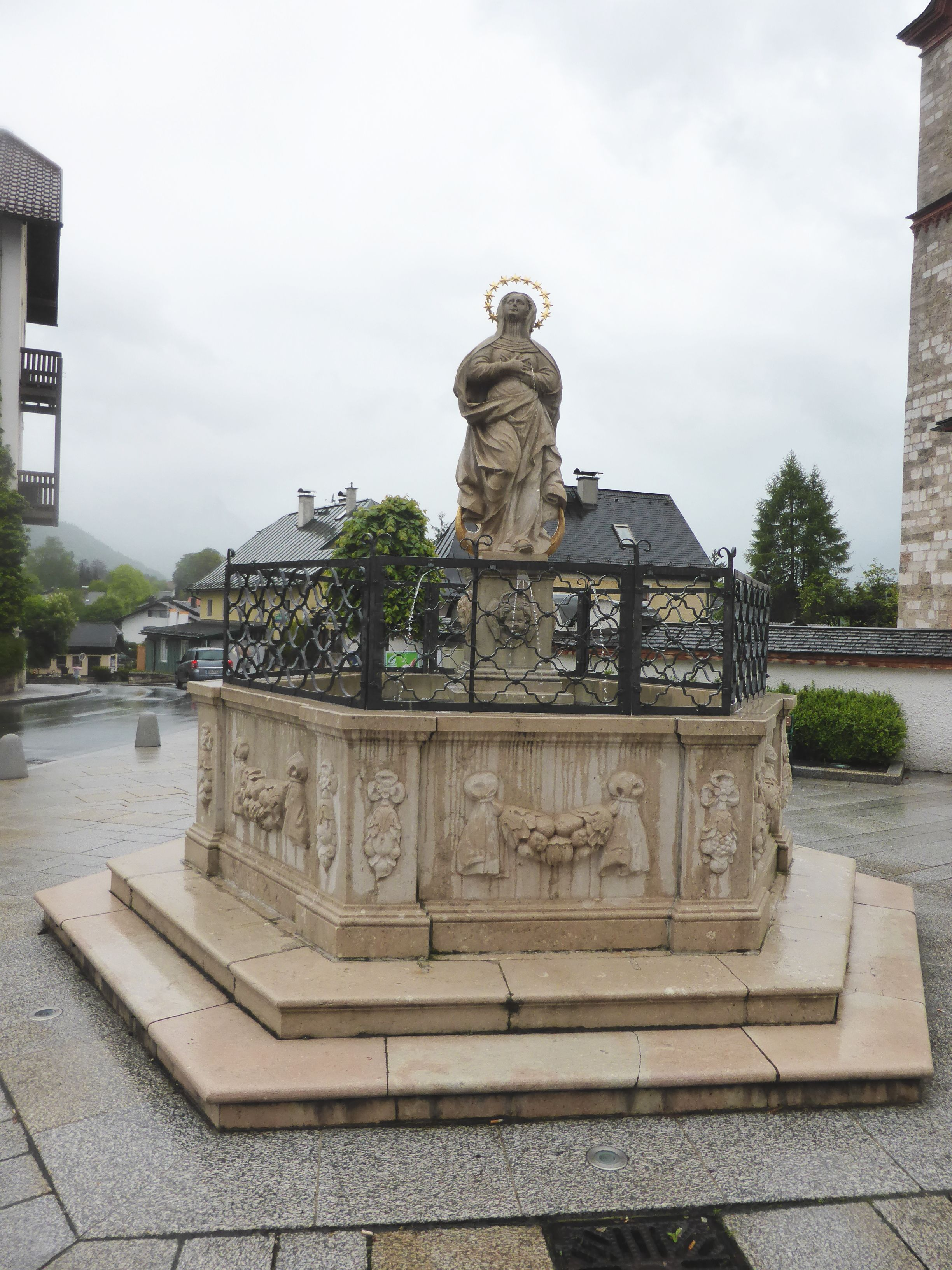
Marienbrunnen Großgmain

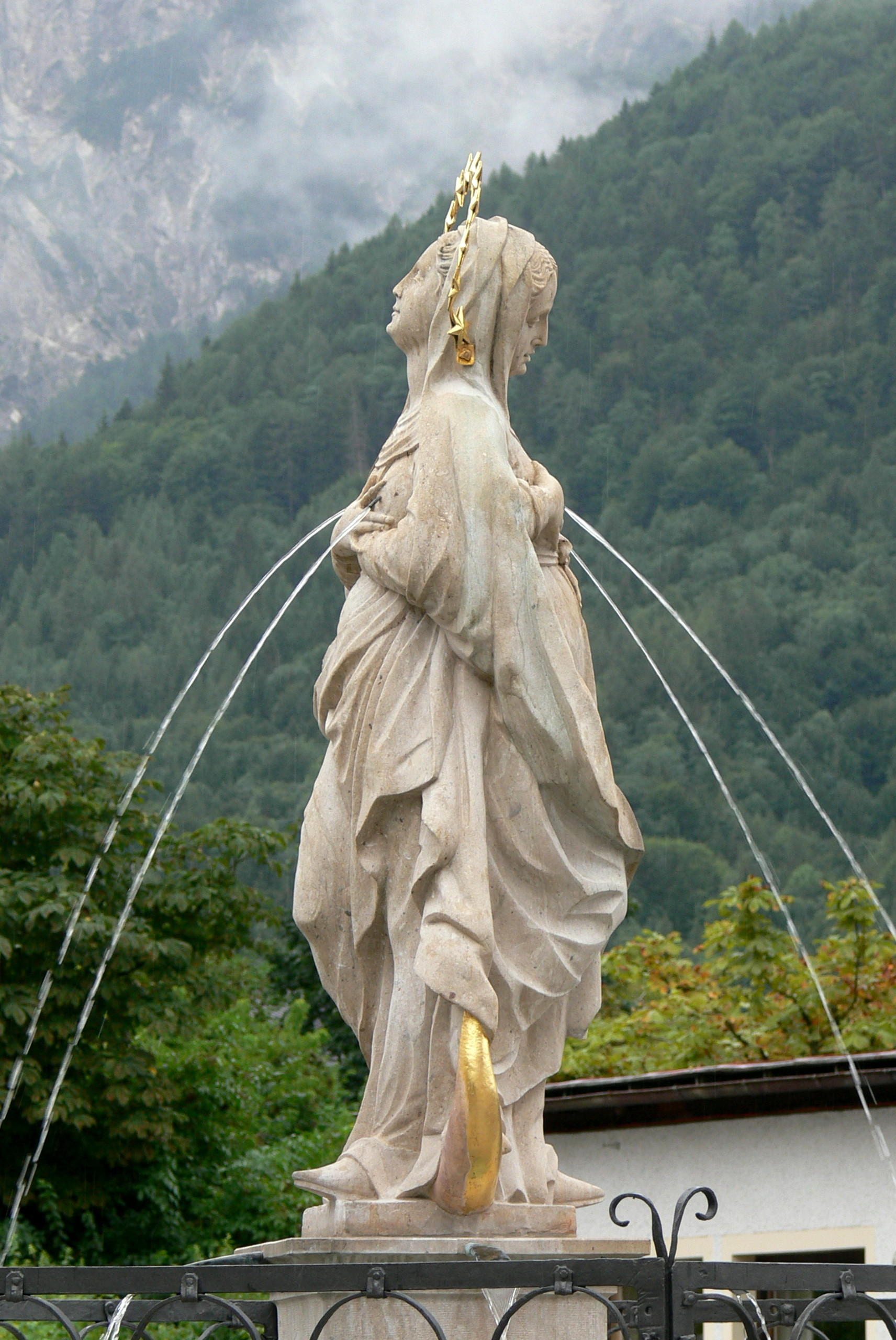
Milchspendende Madonna Doppelfigur, 1693

Der Marienbrunnen Großgmain steht auf dem Kirchenplatz an der Salzburgerstraße in der Gemeinde Großgmain im Bezirk Salzburg-Umgebung im Land Salzburg. Die doppelte barocke Brunnenfigur einer Maria lactans ist eine früher verbreitete Darstellung der Mutter Jesu als stillende Gottesgebärerin und deshalb ein Unikat. Der Brunnen steht unter Denkmalschutz (Listeneintrag).

## Geschichte
Der Brunnen wurde 1646 erbaut und erhielt 1693 in der Mitte die Doppelfigur Maria lactans des Bildhauers Johann Schwaiger (1657–1734) aus Reichenhall.

## Beschreibung
Der sechseckige Brunnen mit zwei vorgelegten Stufen besteht aus Marmor mit Reliefschmuck und hat einen schmiedeeisernen Aufsatz. Die Doppelfigur der Mondsichelmadonna mit Sternenkranz verströmt beidseits aus den Brüsten Wasser.